# 2. HMNL 1998./99.
Druga hrvatska malonogometna liga za sezonu 1998./99.

## Ljestvice

### Jug
| mj  | klub                  | ut | pob | ner | por | gol+ | gol- | bod |
| --- | --------------------- | -- | --- | --- | --- | ---- | ---- | --- |
| 1.  | Porto Tolero (Ploče)  | 18 | 16  | 0   | 2   | 126  | 55   | 48  |
| 2.  | Narona (Metković)     | 18 | 13  | 3   | 2   | 111  | 56   | 42  |
| 3.  | Adriacink (Split)     | 18 | 11  | 1   | 6   | 112  | 76   | 34  |
| 4.  | Torcida (Split)       | 18 | 10  | 2   | 6   | 93   | 68   | 32  |
| 5.  | Danilo (Danilo)       | 18 | 10  | 0   | 8   | 81   | 68   | 30  |
| 6.  | Dubrovnik (Dubrovnik) | 18 | 7   | 3   | 8   | 87   | 96   | 23  |
| 7.  | Staševica (Staševica) | 18 | 6   | 2   | 10  | 70   | 102  | 20  |
| 8.  | Primošten (Primošten) | 18 | 5   | 2   | 11  | 96   | 107  | 17  |
| 9.  | Croatia (Blizna)      | 18 | 3   | 1   | 14  | 48   | 120  | 10  |
| 10. | Murter (Murter)       | 18 | 1   | 2   | 15  | 52   | 118  | 5   |

### Sjever
| mj | klub                            | ut | pob | ner | por | gol+ | gol- | bod |
| -- | ------------------------------- | -- | --- | --- | --- | ---- | ---- | --- |
| 1. | Đakovo (Đakovo)                 | 12 | 11  | 0   | 1   | 92   | 41   | 33  |
| 2. | Čepin (Čepin)                   | 12 | 7   | 1   | 4   | 65   | 46   | 22  |
| 3. | Donji Miholjac (Donji Miholjac) | 12 | 5   | 2   | 5   | 45   | 41   | 17  |
| 4. | Šilo (Osijek)                   | 12 | 5   | 1   | 6   | 61   | 60   | 16  |
| 5. | Omega (Bilje)                   | 12 | 3   | 3   | 6   | 55   | 80   | 12  |
| 6. | Virovitica (Virovitica)         | 12 | 3   | 2   | 7   | 43   | 63   | 11  |
| 7. | Lovački rog (Osijek)            | 12 | 2   | 3   | 7   | 47   | 77   | 9   |

### Zapad
| mj | klub                    | ut | pob | ner | por | gol+ | gol- | bod |
| -- | ----------------------- | -- | --- | --- | --- | ---- | ---- | --- |
| 1. | Prigorac (Jastrebarsko) | 10 | 8   | 1   | 1   | 90   | 41   | 25  |
| 2. | Telekom (Zagreb)        | 10 | 7   | 1   | 2   | 82   | 56   | 22  |
| 3. | Pekarna Biškić (Zagreb) | 10 | 4   | 2   | 4   | 64   | 73   | 14  |
| 4. | Novi Marof (Novi Marof) | 10 | 4   | 1   | 5   | 52   | 52   | 13  |
| 5. | Visoko (Visoko)         | 10 | 2   | 1   | 7   | 42   | 76   | 7   |
| 6. | Lika Šport (Gospić)     | 10 | 2   | 0   | 8   | 29   | 61   | 6   |

### Razigravanje za prvaka II. HMNL
Igrano u Pločama 11. i 12. lipnja 1999.
| mj | klub                    | ut | pob | ner | por | gol+ | gol- | bod |                                 |
| -- | ----------------------- | -- | --- | --- | --- | ---- | ---- | --- | ------------------------------- |
| 1. | Porto Tolero (Ploče)    | 2  | 2   | 0   | 0   | 17   | 2    | 6   | 1.HMNL 1999./2000.              |
| 2. | Đakovo (Đakovo)         | 2  | 1   | 0   | 1   | 10   | 8    | 3   | dodatne kvalifikacije za 1.HMNL |
| 3. | Prigorac (Jastrebarsko) | 2  | 0   | 0   | 2   | 3    | 20   | 0   | dodatne kvalifikacije za 1.HMNL |

## Poveznice
- Prva hrvatska malonogometna liga 1998./99.